# Sent Dionisi
Sent Dionisi (en francès Saint-Dionisy) és un municipi francès situat al departament del Gard i a la regió d'Occitània.